# Storia di SpaceX
SpaceX è un'azienda americana statunitense fondata da Elon Musk. Essa si occupa di sviluppo e produzione di tecnologie per l'esplorazione e il commercio spaziale.

## Storia

### I primi passi

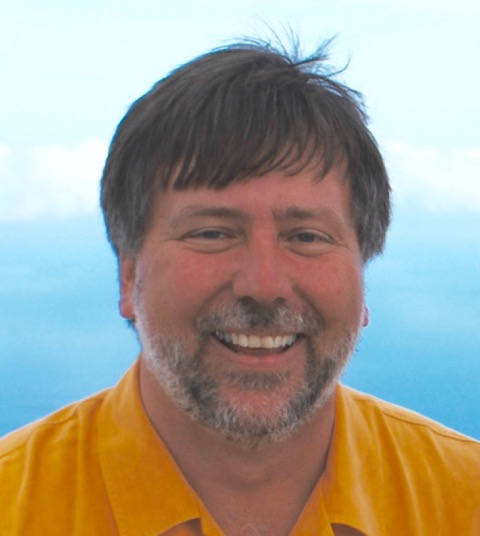
Jim Cantrell

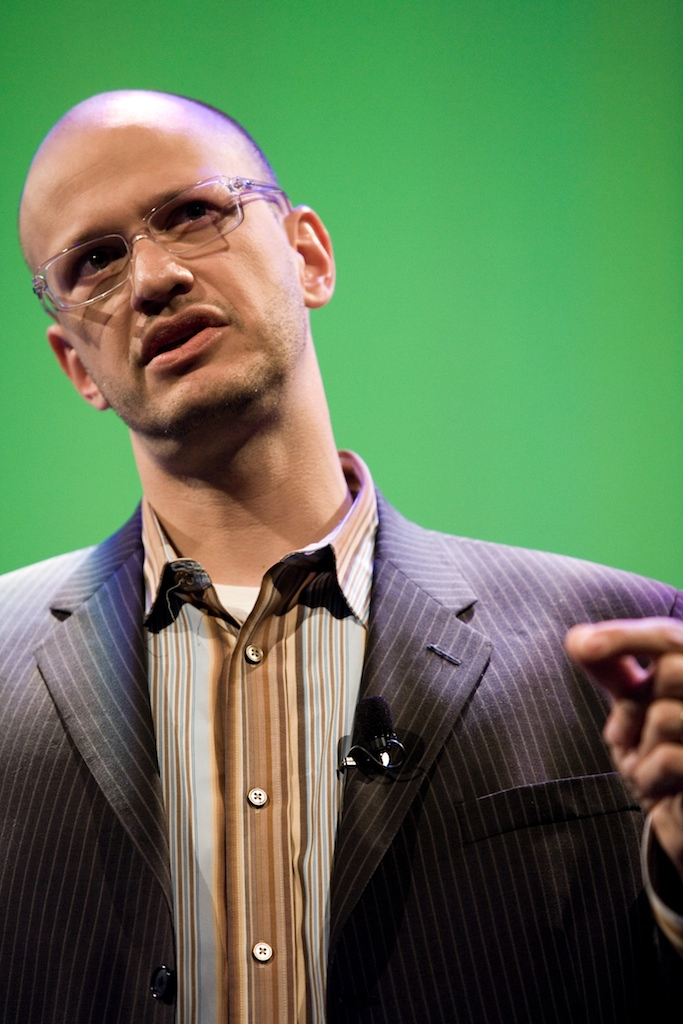
Adeo Ressi nel 2008

Nel periodo antecedente alla nascita di SpaceX, Musk iniziò a ipotizzare alcune soluzioni per l'esplorazione spaziale e la terraformazione di nuovi pianeti. In particolare, nel 2001 Musk propose il progetto Mars Oasis, il quale consisteva nel tentativo di far atterrare una greenhouse sperimentale su Marte; questa doveva contenere semi con gel liofilizzati, che una volta reidratati avrebbero permesso la crescita delle piante sul suolo marziano.
(Così commentava Elon Musk in un'intervista fatta da Miles O'Brien)
Sebbene diverse aziende, tra le quali anche la NASA, contribuirono a finanziare il progetto, Musk si rese conto che anche con un budget maggiore, il viaggio verso Marte sarebbe proibitivamente dispendioso ed era pertanto necessario un importante passo avanti nella tecnologia dei lanciatori. Per questo motivo, nell'ottobre del 2001 Musk viaggiò a Mosca con Jim Cantrell, manutentore di attrezzature aerospaziali, e Adeo Ressi, suo migliore amico al college, per comprare alcuni ICBM revisionati (Dnepr-1) che potessero mandare le attrezzature nello spazio. Al momento dell'incontro con alcune aziende, come la Lavochkin e la ISC Kosmotras, però, il progetto di Musk non riuscì a convincere i russi poiché questi venne visto come un principiante; dalle parole riportate da Cantrell ci fu un acceso dibattito tra l'imprenditore sudafricano e uno dei capi progettisti russi, perciò il viaggio a Mosca terminò come un nulla di fatto.
Nel febbraio del 2002 il gruppo tornò in Russia per cercare tre ICBM; in quell'occasione si era aggiunto Mike Griffin, il quale aveva lavorato per la In-Q-Tel, per il Jet Propulsion Laboratory e aveva appena lasciato la Orbital Sciences Corporation. L'incontro avvenne nuovamente con alcuni delegati della Kosmotras, i quali offrirono un razzo per 80 milioni di dollari, ma Musk ritenne tale proposta troppo costosa e per questo motivo abbandonò il meeting. Durante il volo di ritorno Musk pensò che poteva fondare lui stesso una compagnia che potesse costruire i lanciatori che gli servivano a prezzi accessibili.
Musk calcolò che le materie prime per la costruzione di un razzo in realtà erano solo il 3% del prezzo di vendita del prodotto finito, perciò iniziò a sviluppare una soluzione che potesse abbattere i costi su tutta la linea produttiva: usando la tecnica dell'integrazione verticale, l'85% dell'intero sistema Falcon/Dragon sarebbe stato prodotto dalla SpaceX stessa, mentre con l'approccio modulare le spese avrebbero subito una riduzione del 90%, con un ulteriore margine commerciale del 70%. Oltre che per l'impatto economico, l'integrazione verticale sarebbe risultata vantaggiosa perché le componenti necessarie alla realizzazione del progetto non erano prodotte da alcuna azienda esterna; per questo motivo, ad esempio, SpaceX stessa dovrà progettare e realizzare una specifica saldatrice FSW per una lega Alluminio-Litio usata nella cellula del Falcon 9.

### I primi anni dalla fondazione

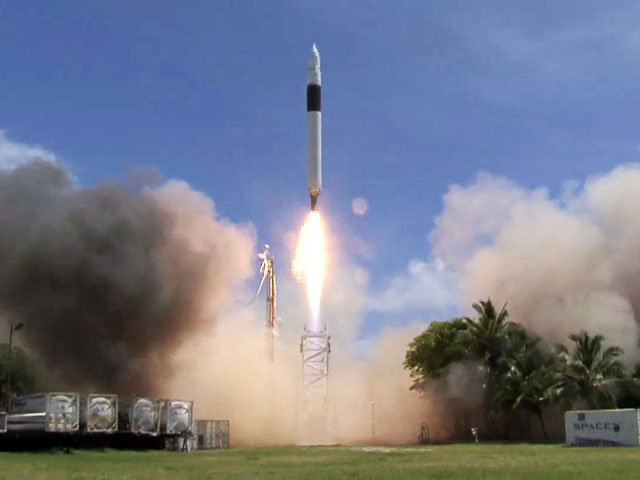
Falcon 1 in fase di decollo (2008)

SpaceX nacque all'inizio del 2002 dalla collaborazione tra Elon Musk e Tom Mueller ed ebbe come prima sede un magazzino di circa 7 000 m² a El Segundo, in California. All'inizio l'azienda consisteva in una piccola startup di pochi dipendenti, ma fin da subito vennero gettate le basi per la realizzazione di razzi con costi di produzione ridotti. Il primo progetto venne chiamato Falcon 1, un razzo orbitale a due stadi che sarebbe diventato il primo veicolo di lancio privato a raggiungere l'orbita. Musk pianificò che il primo lancio del Falcon 1 si sarebbe svolto nel novembre 2003, ma l'evento venne rimandato al 2006.

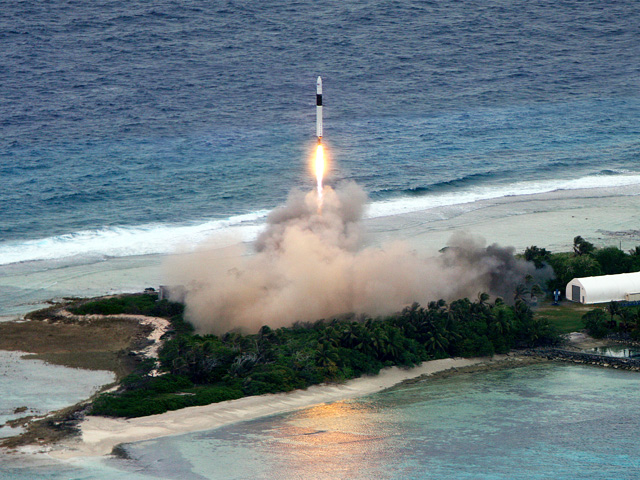
Foto del quinto lancio del Falcon 1 sull'isola di Omelek

Dopo pochi mesi SpaceX riuscì a ottenere dalla Vandeberg Air Force Base l'incarico di trasportare il satellite TacSat-1; inoltre vinse l'appalto del valore di 1.6 miliardi di dollari promosso dalla NASA per il rifornimento della Stazione Spaziale Internazionale, mentre nel campo degli investimenti SpaceX comprò il 10% delle azioni di Surrey Satellite Technology Ltd nel gennaio del 2005. Elonk Musk decise di gestire l'agenzia come si era ripromesso, abbassando al minimo i costi burocratici e di produzione; per questo motivo nel novembre 2005 SpaceX contava soli 160 dipendenti e questi non superarono mai i 500 prima del luglio del 2008. In particolare, il personale addetto ai lanci nelle isole Marshall era composto da sole 25 persone di cui 6 nel controllo missioni.
Nel marzo del 2006 avvenne il primo tentativo per il Falcon 1, ma fu un fallimento. A questo seguirono altri due lanci fallimentari (marzo 2007 e agosto 2008), mentre il quarto tentativo complessivo, il 28 settembre del 2008, rappresentò un primato per le agenzie aerospaziali private: il Falcon 1 fu il primo razzo privato a raggiungere l'orbita. Tale risultato fu importantissimo per l'azienda poiché a causa delle ingenti spese e del fallimento dei primi lanci, SpaceX avrebbe rischiato il fallimento. Il 28 dicembre dello stesso anno l'agenzia di Musk vinse un appalto del valore di 1600 milioni di dollari per il rifornimento della Stazione Spaziale Internazionale per la NASA (parte del programma COTS). Questi rifornimenti vennero effettuati dopo che lo Space Shuttle fu dismesso nel 2011.

### Dal Falcon 1 all'epoca dei Falcon 9

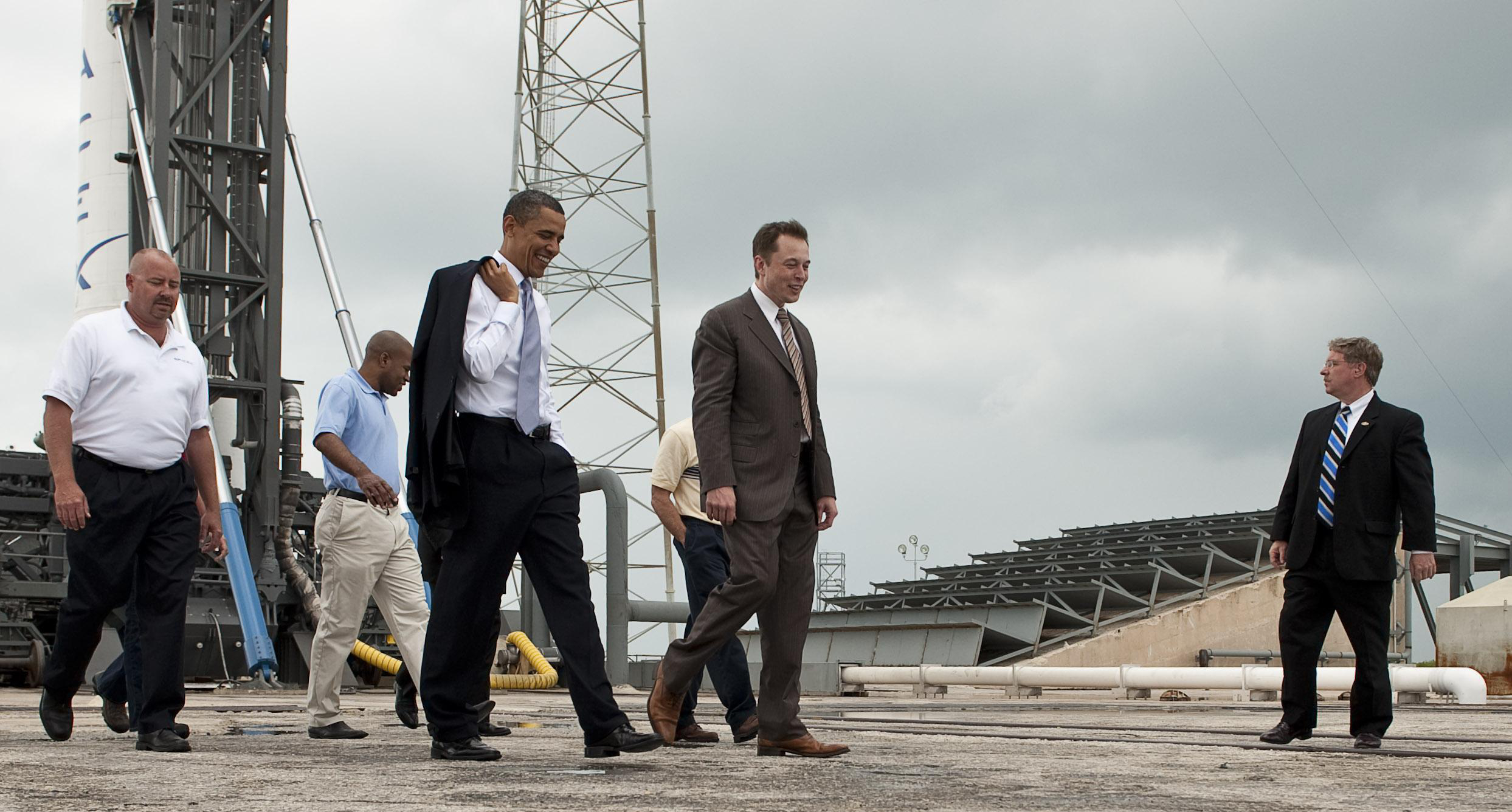
Elon Musk, il fondatore della SpaceX, mostra al presidente Obama la rampa di lancio del Falcon 9, Cape Canaveral Air Force Station, 2010

Il 16 giugno del 2009, la SpaceX annunciò l'apertura dell'Astronaut Safety and Mission Assurance Department, assumendo l'ex-astronauta NASA Kenneth Bowersox in qualità di vicepresidente della compagnia e supervisore del dipartimento; egli però lasciò SpaceX verso la fine del 2011, senza esser sostituito. Il 14 luglio del 2009 l'azienda raggiunse un ulteriore primato poiché il Falcon 1 fu il primo razzo privato a mettere in orbita satelliti commerciali (RazakSAT). Questo lancio fu l'ultimo effettuato dal Falcon 1, il quale verrà sostituito dai Falcon 9. SpaceX stava lavorando da tempo a questa famiglia di lanciatori con l'intenzione di potenziare ulteriormente i razzi prodotti fino ad allora; il progetto venne finanziato principalmente dalla NASA e venne inaugurato il 4 giugno 2010 con il primo volo del Falcon 9 v1.0. Della prima generazione si ricorda la missione SpaceX COTS Demo Flight 1 del 8 dicembre 2010: in questa occasione SpaceX fu la prima compagnia privata a lanciare, mettere in orbita e recuperare una navicella spaziale (volo inaugurale della capsula Dragon); un altro episodio fu la missione SpaceX COTS Demo Flight 2 del 22 maggio 2012, nella quale per la prima volta un vettore privato ha inviato una capsula verso la Stazione spaziale internazionale. All'epoca dei primi lanci della famiglia Falcon 9, Musk dichiarò che con le sue tecnologie avrebbe potuto garantire un prezzo di lancio di 57 milioni di dollari, mentre la concorrente Arianespace stava pubblicizzando un prezzo di 137 milioni di dollari.

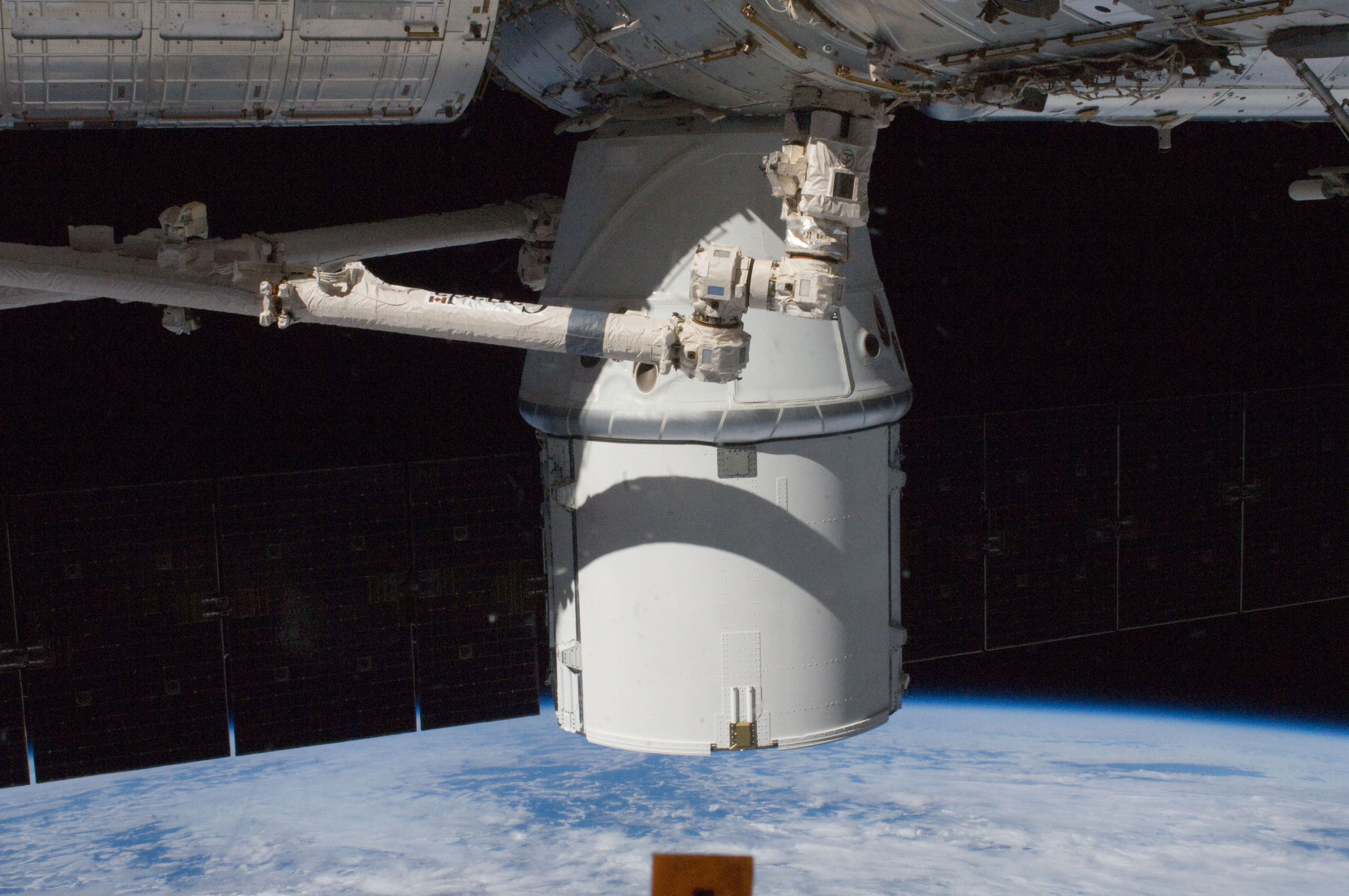
Dragon attraccato alla Stazione Spaziale Internazionale (missione SpaceX CRS-1, ottobre 2012)

Grazie ai primi successi, SpaceX aumentò di molto il suo valore e diversi azionisti ritennero che entro la fine del 2013 l'azienda si sarebbe quotata in borsa. Nel giugno del 2013, però, Musk smentì queste voci, affermando che avrebbe bloccato qualsiasi offerta pubblica iniziale (IPO) fino a quando il «Mars Colonial Transfer non avrebbe volato regolarmente». Questa posizione verrà poi ribadita nel 2015.
(Elon Musk nel 2015, ribadendo quanto detto nel 2013)
L'ultima missione del Falcon 9 v1.0 fu il 1 marzo 2013, occasione del quarto lancio delle capsule Dragon (missione SpaceX CRS-2). Il sostituto del secondo vettore della SpaceX fu il Falcon 9 v1.1, un modello progettato a partire dal 2011 che sfruttava alcune tecnologie della versione precedente (come la base di lancio) integrando alcune migliorie. Questa soluzione seguì perfettamente l'approccio modulare che Musk decise di dare all'azienda e permise di contenere le spese, portando i costi di lancio a 60 milioni di dollari nel 2015. Il volo inaugurale del Falcon 9 v1.1 avvenne il 29 settembre 2013 con il trasporto in orbita polare del satellite CASSIOPE. In seguito a questo evento, il 3 dicembre 2013 SpaceX eseguì il primo lancio privato con obiettivo la messa in orbita geosincrona di un satellite (SES-8).

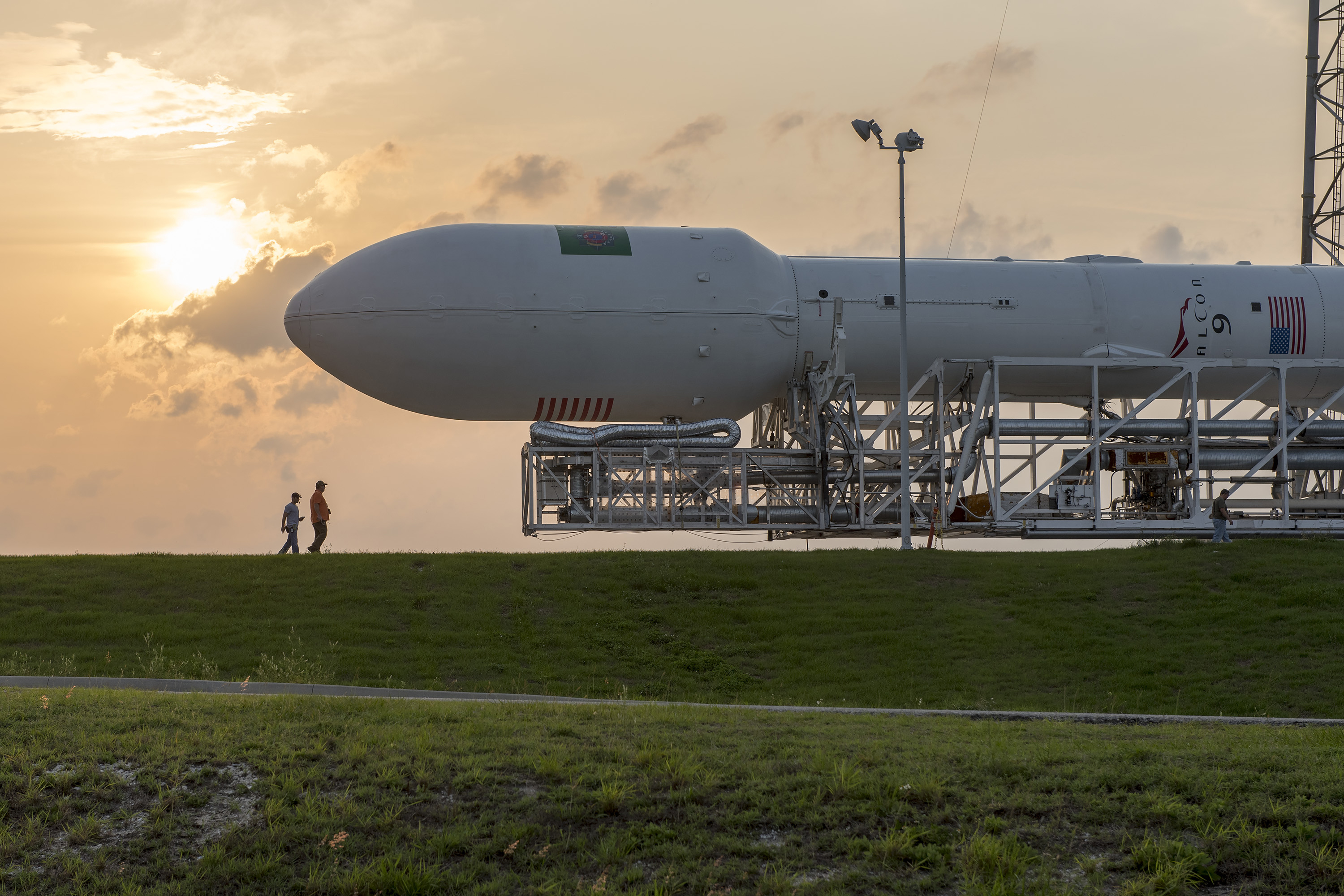
Un vettore spaziale Falcon 9 v1.1 fuori dal complesso di lancio nº 40 di Cape Canaveral (26 aprile 2015)

Visti i successi dei primi lanci del Falcon 9 v.1.1, la società dichiarò che il tasso di produzione della linea Falcon (Falcon 9 e Falcon Heavy) sarebbe aumentato esponenzialmente negli anni. In particolare l'obiettivo era di raggiungere un ritmo produttivo di 40 stadi all'anno, utilizzabili sia dai Falcon 9 sia dai Falcon Heavy. Alla fine del 2013, il tasso era di uno al mese, ma la società si attrezzò per portare questo valore a 18 all'anno verso la metà del 2014, fino a raggiungere quota 24 alla fine del 2014. SpaceX, inoltre, creò processi di lancio paralleli a doppio binario con l'obiettivo di raggiungere un ritmo di due lanci al mese nel 2015.
Il 2015 fu l'anno inaugurale per Starlink, una costellazione di satelliti per l'accesso a internet satellitare globale in banda larga a bassa latenza. All'inizio le attività legate a questo progetto erano di ricerca e sviluppo, che ebbe molti ostacoli a causa dell'importanza delle orbite che i satelliti sarebbero andati a occupare: la comunità scientifica, infatti, ritenne che aumentare il numero di detriti all'interno della bassa atmosfera avrebbe causato particolari problemi nel campo dell'osservazione meteorologica. Di fronte a queste posizioni SpaceX dovette rivedere il progetto originale e propose un piano di migrazione dei detriti spaziali.
Nel 2015, inoltre, SpaceX raggiunse un ulteriore primato con il primo atterraggio di un razzo orbitale sulla terraferma; la missione in questione è stata effettuata il 22 dicembre con un Falcon 9 Full Thrust, in particolare il modello "Block 3". Questo tipo di vettore è stato sviluppato a partire dal 2014 e consiste in una versione migliorata del Falcon 9 v1.1 (per questo motivo è anche noto come Falcon 9 v1.2). L'anno successivo l'azienda riuscì a terminare con successo la fase di atterraggio di un vettore su una piattaforma galleggiante; l'evento avvenne nell'ambito della missione SpaceX CRS-8 l'8 aprile 2016 sempre sfruttando la tecnologia del Falcon 9 Full Thrust, il quale sostituì definitivamente la precedente generazione di Falcon 9.

### Dal "fallimento più difficile" all'annuncio dello Starship

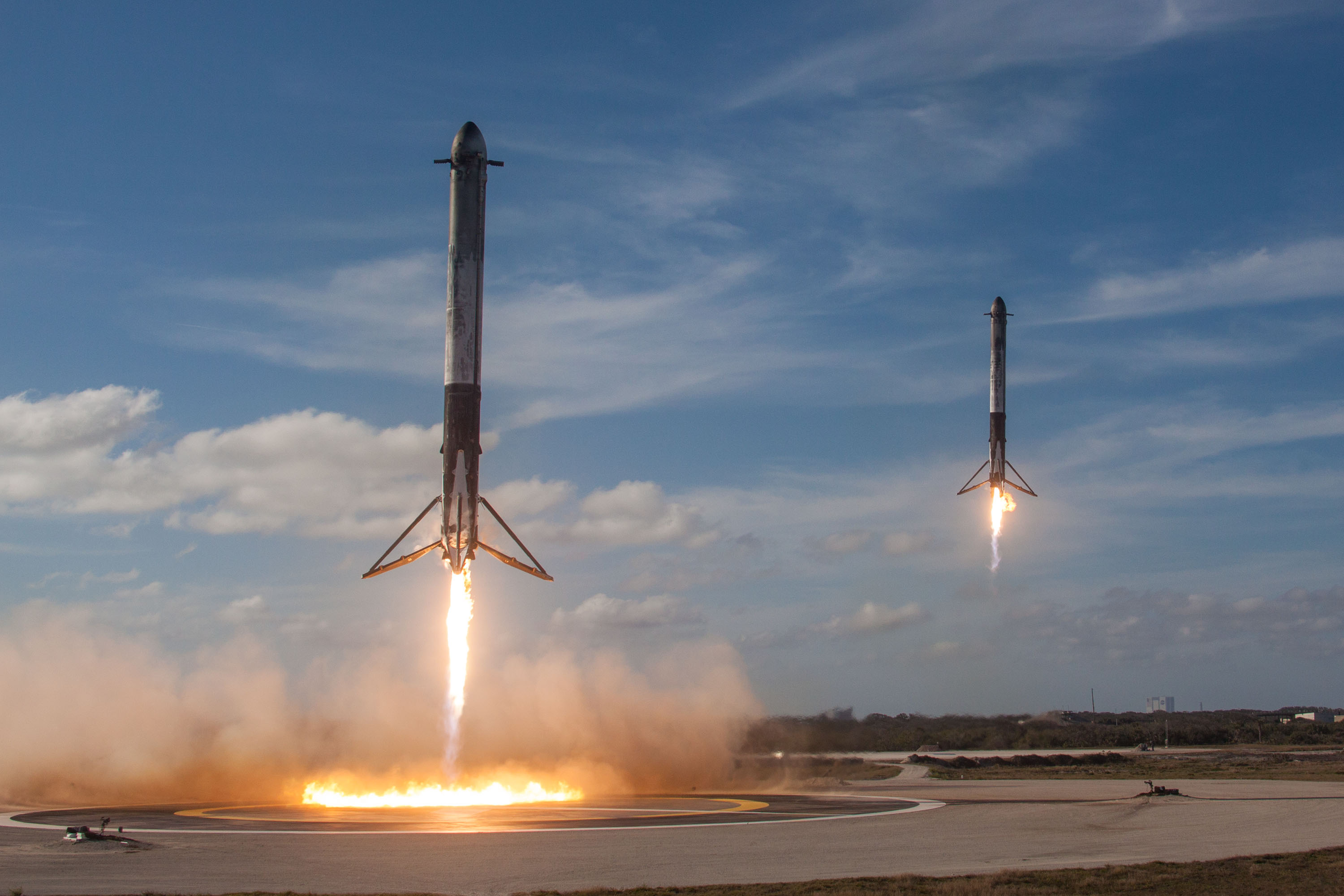
L'atterraggio dei due booster laterali del Falcon Heavy nel 2018

Un evento significativo per la storia della società fu l'esplosione di un Falcon 9 Full Thrust il 1 settembre 2016, in occasione di un'operazione di rifornimento di propellente. L'incidente non causò feriti, ma Musk descrisse l'evento come il «fallimento più difficile e complesso» mai visto nei 14 anni di storia di SpaceX. Successivamente venne dichiarata l'intenzione di voler indagare sull'accaduto: alla fine di settembre, vennero pubblicati i risultati provvisori, i quali suggerivano una grave violazione del sistema criogenico dell'elio del secondo stadio del razzo. SpaceX concluse le sue indagini il 2 gennaio 2017 e poco dopo si ebbero nuove attività di lancio. Con le progressive migliorie ai razzi, nel 2017 SpaceX riuscì a effettuare l'atterraggio del primo stadio di un vettore usato: la missione più significativa è quella del 30 marzo, nella quale avvenne anche il primo rientro controllato con recupero di una carena di carico. Il 3 giugno dello stesso anno l'azienda completò con successo un viaggio per il trasporto merci utilizzando una navicella usata (Dragon C106 nella missione CRS-11). Il 2017 fu anche l'anno dell'introduzione del Falcon 9 Block 4 (missione SpaceX CRS-12 del 14 agosto), un modello intermedio tra la prima versione della generazione Full Thrust e il più avanzato Block 5.

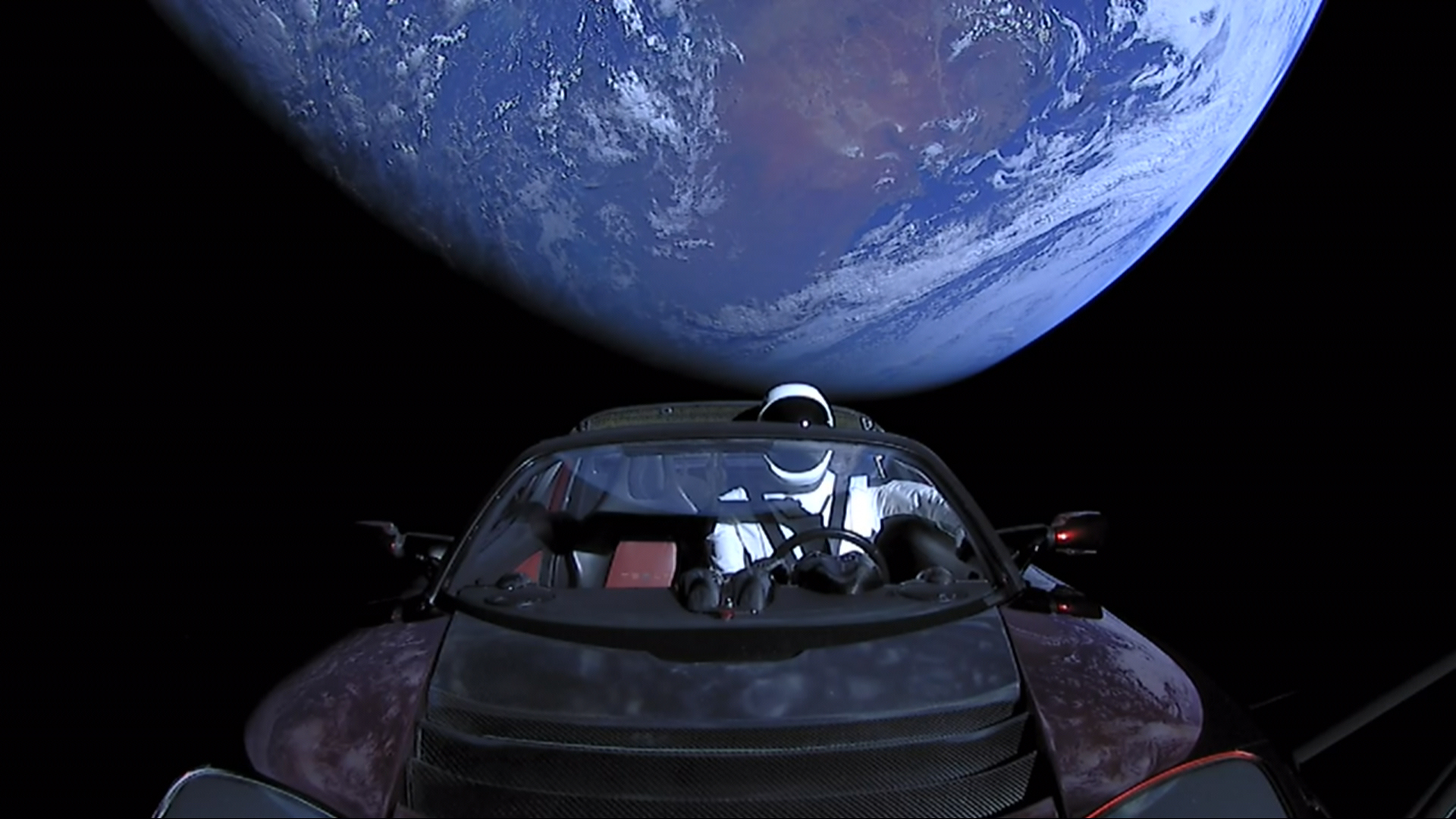
Tesla Roadster nella missione del 6 febbraio 2018.

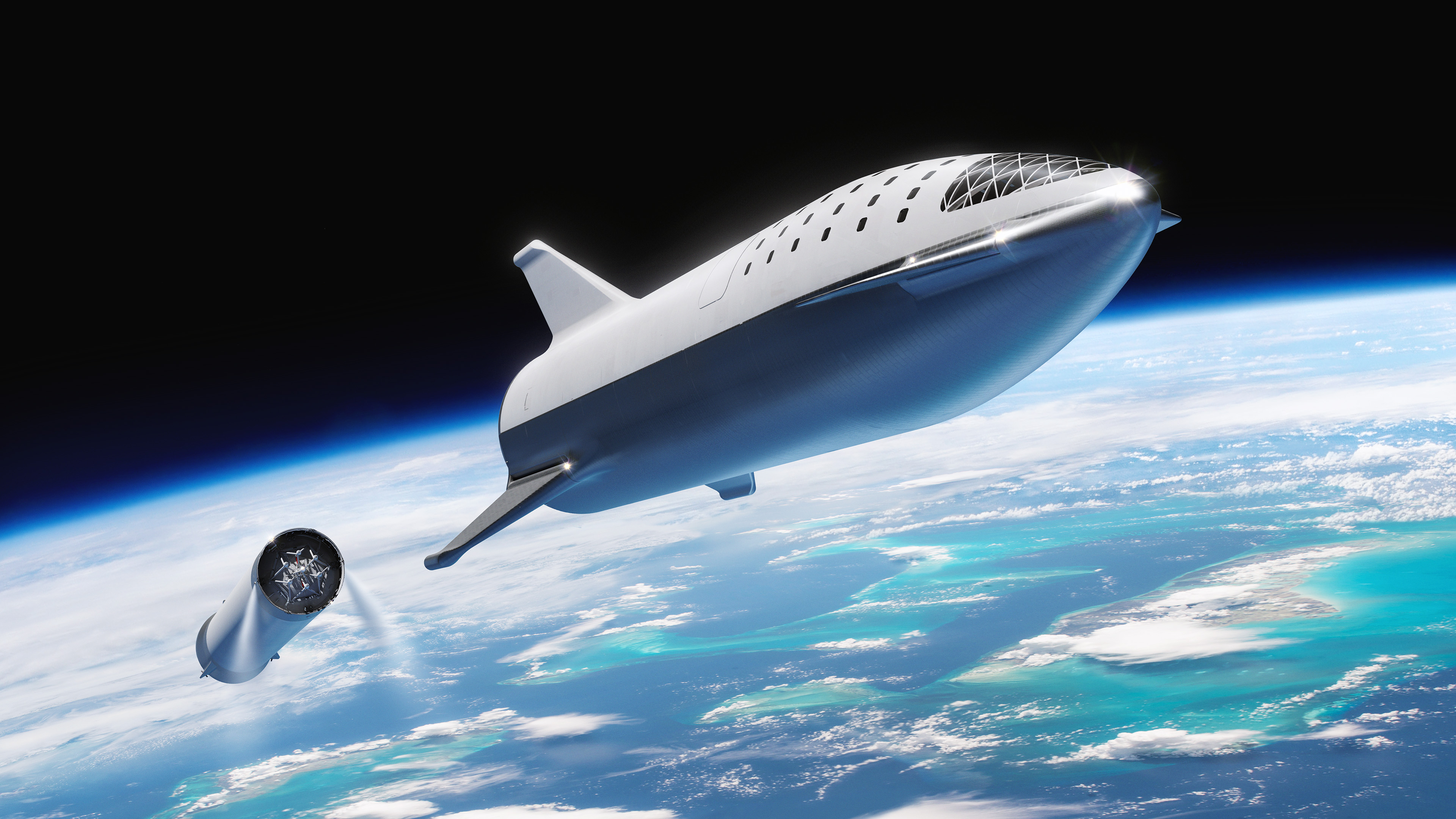
Rappresentazione artistica di Starship durante la separazione (versione 2018)

Nel 2018 SpaceX diede inizio al programma Falcon Heavy. Il vettore, definito pesante, sarebbe dovuto partire per la prima volta nel 2013, ma a causa di alcuni ritardi e migliorie il lancio inaugurale avvenne il 6 febbraio del 2018. Questo evento fu particolarmente iconico dal punto di vista mediatico perché il razzo trasportava la Tesla Roadster di Elon Musk, quindi l'azienda californiana divenne la prima compagnia privata a mettere un oggetto in un'orbita eliocentrica. Oltre al modello Heavy, nel 2018 venne introdotto per la prima volta anche il Falcon 9 Block 5; lo sviluppo di questo razzo ebbe inizio nel 2017 con l'obiettivo di realizzare una versione del Falcon 9 in grado di soddisfare i requisiti per il Commercial Crew Program e per il trasporto di esseri umani. Il primo lancio avvenne l'11 maggio con la missione Bangabandhu 1, nella quale il primo Block 5, lanciato dalla Cape Canaveral Air Force Station, ha messo in orbita un satellite per le telecomunicazioni finanziato dal governo del Bangladesh. Il 5 dicembre dello stesso anno venne effettuata la prima missione con un Block 5 riguardante il Commercial Resupply Services; essa terminò con un insuccesso, ma Musk ribadì comunque che quel modello di Falcon 9 sarebbe stato il futuro della società. Qualche settimana prima, il 20 novembre 2018 Musk annunciò via Twitter dei progressi riguardo al Big Falcon Rocket (chiamato precedentemente Interplanetary Transport System), ovvero un progetto di un veicolo spaziale completamente riutilizzabile il cui obiettivo è il trasporto umano verso il Sistema Solare (più specificatamente verso Marte) ed il conseguente ritorno sulla Terra. La nuova navicella sarebbe stata rinominata Starship e sarebbe stata composta da due parti: la Starship vera e propria, ovvero lo stadio superiore e il Super Heavy, come razzo necessario a sfuggire alla gravità terrestre. Il successivo 24 dicembre, pubblicò una foto in cui mostrava due elementi in acciaio inossidabile in fase di assemblaggio presso il sito di Boca Chica, rivelando che si trattasse di un prototipo di altezza ridotta del nuovo veicolo spaziale e i cui test sarebbero partiti la successiva primavera 2019.

### Dai primi lanci di Starlink alle missioni Artemis

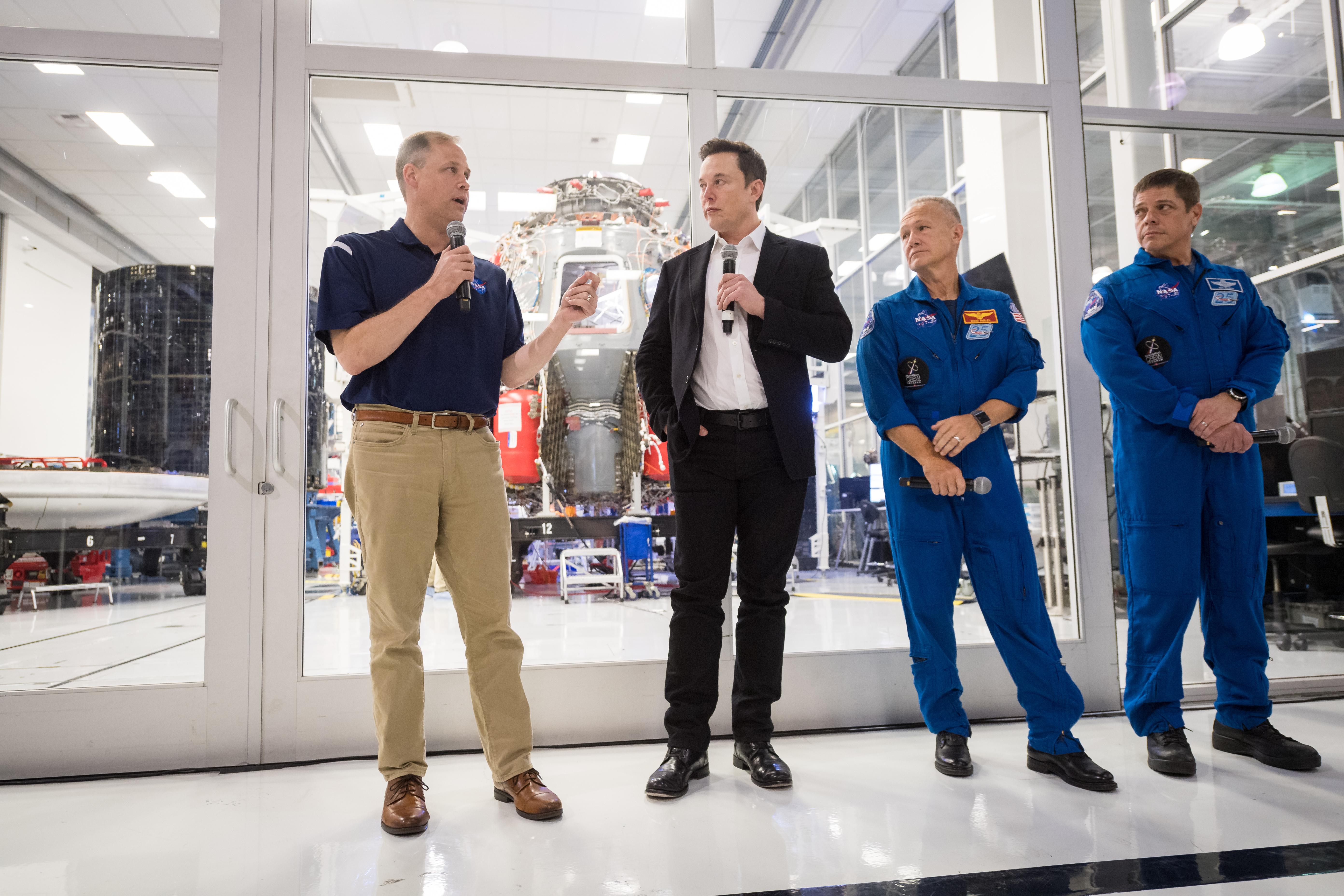
Jim Bridenstine, Elon Musk, Douglas Hurley e Robert Behnken durante una visita al quartier generale di SpaceX a Hawthorne, 2019

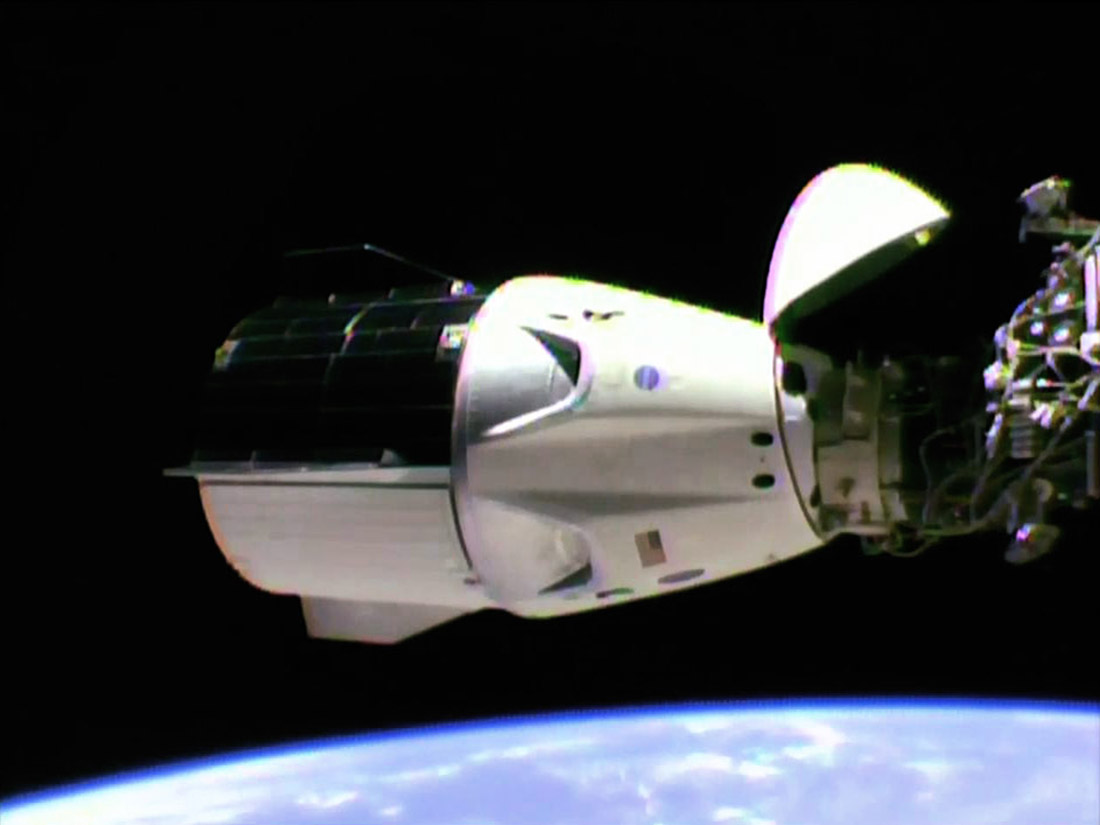
La capsula attraccata alla ISS nella missione Crew Dragon Demo-1.

Con il 2019 terminò il programma Block 4 e di conseguenza il Block 5 rimase l'unico modello tra i Full Thrust in operazione. Il 2019 inoltre fu l'anno inaugurale della nuova versione delle capsule Dragon (Crew Dragon), il cui lancio di prova avvenne il 2 marzo, rendendo SpaceX la prima compagnia privata a inviare una navicella classificata ad uso umano nello spazio e a far attraccare in maniera autonoma una navicella spaziale sulla ISS. Per quanto riguarda il settore satellitare, invece, il 24 maggio 2019 SpaceX ha dispiegato con successo i primi 60 dei circa 12.000 satelliti nel suo previsto Starlink, che intende utilizzare per fornire comunicazioni di rete a bassa latenza tramite una grande costellazione in orbita terrestre bassa (LEO). Successivamente, l'11 novembre l'azienda riuscì a riutilizzare una carena di carico, primato assoluto nell'ambito della tecnologia satellitare e in assoluto nella logica delle spedizioni spaziali. Nel 2019 ci furono ulteriori progressi nel programma Starship, infatti vennero effettuati i primi test su prototipi funzionanti (Starhopper): le prove sono state condotte il 25 luglio e il 27 agosto presso il Launch Site vicino a Boca Chica.
Il 30 maggio 2020, SpaceX lanciò con successo un equipaggio di due astronauti della NASA (Doug Hurley e Bob Behnken) sulla navicella Crew Dragon con la missione denominata Demo-2, rendendo SpaceX la prima azienda privata di inviare astronauti sulla ISS. È stato il primo volo orbitale con equipaggio di un veicolo statunitense dall'ultimo lancio del programma Space Shuttle avvenuto nel luglio del 2011. La missione è stata lanciata dal Kennedy Space Center Launch Complex 39A in Florida. La navicella Crew Dragon attraccò con successo alla ISS il 31 maggio 2020. A causa della pandemia COVID-19 che si verificò nello stesso momento, furono adottate adeguate procedure di quarantena (molte delle quali erano già in uso dalla NASA decenni prima della pandemia del 2020 per impedire agli astronauti di portare il COVID- 19 a bordo della ISS. La missione si concluse con successo il 2 agosto con l'ammaraggio nel Golfo del Messico al largo della città costiera di Pensacola, in Florida, come previsto. Con il lancio di SpaceX Crew-1, la prima missione operativa nell'ambito del contratto Commercial Crew Program, avvenuto il 16 novembre 2020, SpaceX diventa la prima compagnia privata ad essere certificata per il volo umano verso la Stazione spaziale internazionale.

### Esplicative
1. ↑  In-Q-Tel (IQT), precedentemente Peleus e In-Q-It, è una società statunitense no-profit con sede ad Arlington. Essa investe in società high-tech al solo scopo di fornire alla CIA, e altre agenzie di intelligence, le informazioni più aggiornate nel campo delle tecnologie.
2. ↑  Con SpaceX Musk riuscirà ad abbassare il costo dei bulloni di alluminio anodizzato da 15 dollari a 30 centesimi; allo stesso modo farà con il materiale per gli scudi termici.
3. ↑  Falcon 9 utilizza 9 dei motori Merlin testati sul Falcon 1 monomotore; a sua volta Falcon Heavy utilizza tre fasi booster del Falcon 9.
4. ↑  Il nome scelto per questa prima esperienza nel campo della astronautica fu un omaggio al Millennium Falcon di Star Wars.
5. ↑  Primo utilizzo di un motore alimentato da metano liquido e ossigeno liquido (LOX) in un veicolo a volo libero.

### Bibliografiche e sitografiche
1. ↑  (EN) Kenneth Chang, Elon Musk’s Plan: Get Humans to Mars, and Beyond (Published 2016), in The New York Times, 27 settembre 2016. URL consultato il 15 novembre 2020.
2. ↑  (EN) Doug Bierend, SpaceX Was Born Because Elon Musk Wanted to Grow Plants on Mars, su Vice, 17 luglio 2014. URL consultato il 15 novembre 2020.
3. ↑  (EN) MarsNow 1.9 Profile: Elon Musk, Life to Mars Foundation, su Spaceref, 25 settembre 2001. URL consultato il 15 novembre 2020 (archiviato dall'url originale il 22 settembre 2020).
4. ↑  (EN) Andrew Chaikin, Is SpaceX Changing the Rocket Equation?, su Air & Space Magazine, Gennaio 2012. URL consultato il 15 novembre 2020.
5. 1 2  (EN) Ashlee Vance, Elon Musk's Space Dream Almost Killed Tesla, su Bloomberg, 14 maggio 2015. URL consultato il 15 novembre 2020.
6. ↑   Jean-Pierre Darnis, Cosa vuol dire il lancio di SpaceX per gli Usa, su Affarinternazionali, 31 maggio 2020. URL consultato il 15 novembre 2020 (archiviato dall'url originale il 23 settembre 2020).
7. ↑   (EN) DraperTV, SpaceX and Why they are Daring to Think Big | Investor Steve Jurvetson, 28 gennaio 2015. URL consultato il 25 novembre 2020.
8. ↑  Vance, 2015, pp. 227-228.
9. 1 2 3 4   Francesco Li Volti (a cura di), SpaceX, storia della compagnia che ci porterà presto in viaggio su Marte, su Tgcom24, 31 maggio 2020. URL consultato il 21 agosto 2020.
10. 1 2  (EN) Surrey satellite technology sells limited to SpaceX, su SpaceX. URL consultato il 18 novembre 2020 (archiviato dall'url originale il 26 gennaio 2013).
11. ↑   Jeff Foust, Grandi Piani per SpaceX, The Space Review, 14 novembre 2005.
12. ↑  (EN) Space Exploration Technologies Corporation - Press, su SpaceX, 1º dicembre 2008. URL consultato il 26 novembre 2020 (archiviato dall'url originale il 1º dicembre 2008).
13. 1 2 3  (EN) Malik Tariq, SpaceX Successfully Launches Falcon 1 Rocket Into Orbit, su Space.com, 29 settembre 2008. URL consultato il 20 agosto 2020.
14. ↑   Giulio Marciello, La storia di SpaceX: da piccola startup a colosso multi-miliardiario, su Everyeye, 30 maggio 2020. URL consultato il 20 agosto 2020.
15. ↑  (EN) NASA selects Falcon 9 booster and Dragon spacecraft, SpaceX, 23 dicembre 2008. URL consultato il 24 gennaio 2009 (archiviato dall'url originale il 21 luglio 2009).
16. ↑  (EN) Emily Shanklin, Space Exploration Technologies Corporation - Press, su SpaceX, 25 giugno 2009. URL consultato il 6 dicembre 2020 (archiviato dall'url originale il 25 giugno 2009).
17. 1 2  (EN) SpaceX Falcon 9 v1.2 Data Sheet, su Spacelaunchreport, 25 novembre 2020. URL consultato il 15 marzo 2020.
18. ↑  (EN) Steven Siceloff, NASA - SpaceX Launches Success with Falcon 9, su NASA, 12 settembre 2020. URL consultato il 28 novembre 2020 (archiviato dall'url originale il 12 giugno 2020).
19. ↑  (EN) Jonathan Amos, Nasa chief hails new era in space, in BBC News, 22 maggio 2012. URL consultato il 28 novembre 2020.
20. ↑   Elisabetta Intini, SpaceX annuncia: turisti spaziali sulla Crew Dragon, su Focus, 1º marzo 2020. URL consultato il 28 novembre 2020.
21. ↑  (EN) Rakesh Sharma, How SpaceX Transformed Space Exploration, su Investopedia. URL consultato il 25 agosto 2020.
22. ↑  (EN) SpaceX IPO Cleared For Launch? Elon Musk Says Hold Your Horses, su Forbes, 6 giugno 2013. URL consultato il 27 dicembre 2015.
23. ↑  (EN) Peter B. de Selding, SpaceX Opening Seattle Plant To Build 4,000 Broadband Sats, su SpaceNews, 19 gennaio 2015. URL consultato il 27 dicembre 2015.
24. ↑  (EN) Capabilites & Services, su spacex.com. URL consultato il 13 agosto 2016 (archiviato dall'url originale il 7 ottobre 2013).
25. ↑  (EN) SpaceX Falcon 9 v1.1 Data Sheet, su spacelaunchreport.com. URL consultato il 25 agosto 2020.
26. ↑  (EN) Alex Knapp, SpaceX Falcon 9 Successfully Launches SES-8 Commercial Satellite, su Forbes, 3 dicembre 2013. URL consultato il 20 agosto 2020.
27. 1 2 3  (EN) Emily Shanklin, Production at SpaceX, su SpaceX, 24 settembre 2013. URL consultato il 2 settembre 2016 (archiviato dall'url originale il 3 aprile 2016).
28. ↑  (EN) Alan Boyle, SpaceX reorganizes Starlink satellite operation, reportedly with high-level firings, su GeekWire, 31 ottobre 2018. URL consultato il 29 settembre 2020.
29. 1 2  (EN) Henry Caleb, FCC OKs lower orbit for some Starlink satellites, su SpaceNews, 27 aprile 2019. URL consultato il 29 settembre 2020.
30. 1 2   Valeria Parnenzini, Atterraggio in verticale di Falcon 9 : obiettivo raggiunto, su AstronautiNews, 23 dicembre 2015. URL consultato il 29 settembre 2020.
31. ↑  (EN) Mike Curie, Flight Readiness Review Gives “Go” to Proceed Toward Jan. 17 Launch – Jason-3, su NASA, 8 gennaio 2016. URL consultato il 28 novembre 2020.
32. 1 2 3  (EN) Samantha Masunaga, Elon Musk: Launch pad explosion is 'most difficult and complex' failure in SpaceX's 14 years, su Los Angeles Times, 9 settembre 2016. URL consultato il 29 settembre 2020.
33. ↑  (EN) William Graham, SpaceX conducts historic Falcon 9 re-flight with SES-10 - Lands booster again, su NASASpaceFlight, 30 marzo 2017. URL consultato il 28 novembre 2020.
34. ↑  (EN) Chris Gebhardt, SpaceX static fires CRS-11 Falcon 9 Sunday ahead of ISS mission, su NASASpaceFlight, 28 maggio 2017. URL consultato il 28 novembre 2020.
35. 1 2  (EN) William Graham, SpaceX Falcon 9 launches CRS-12 Dragon mission to the ISS, su NASASpaceFlight, 14 agosto 2017. URL consultato il 29 settembre 2020.
36. 1 2   Falcon Heavy, la Tesla verso la fascia di asteroidi, su Ansa, 7 febbraio 2018. URL consultato il 1º ottobre 2020.
37. 1 2 3 4  (EN) Stephen Clark, SpaceX debuts new model of the Falcon 9 rocket designed for astronauts – Spaceflight Now, su SpaceFlightNow, 11 maggio 2018. URL consultato il 1º ottobre 2020.
38. ↑   (EN) SpaceX, SpaceX - Bangabandhu Satellite1. URL consultato il 19 novembre 2020.
39. ↑  (EN) Mark Garcia, Dragon Attached to Station, Returns to Earth in January – Space Station, su blogs.nasa, 8 dicembre 2018. URL consultato il 19 novembre 2020 (archiviato dall'url originale il 14 dicembre 2018).
40. ↑   Raffaele Di Palma, SpaceX CRS-16: Dragon in volo, ma il primo stadio fallisce il rientro, su AstronautiNews, 6 dicembre 2018. URL consultato il 20 novembre 2020.
41. 1 2   Elon Musk - Twitter, su Twitter. URL consultato il 21 novembre 2020.
42. ↑  (EN) Amy Thompson, SpaceX Is About to Launch Its Final Block 4 Falcon, in Wired, 28 giugno 2018. URL consultato il 21 novembre 2020.
43. ↑  (EN) Jonathan Amos, SpaceX astronaut capsule demo for Nasa lifts off, in BBC News, 2 marzo 2019. URL consultato il 21 novembre 2020.
44. ↑  (EN) Stephen Clark, SpaceX’s first 60 Starlink broadband satellites deployed in orbit – Spaceflight Now, su spaceflightnow.com, 24 maggio 2019. URL consultato il 21 novembre 2020.
45. ↑   SpaceX to reuse payload fairing for first time on Nov. 11 launch, su spaceflightnow.com, 5 novembre 2019. URL consultato il 20 agosto 2020.
46. ↑  (EN) Jeff Foust, SpaceX’s Starhopper completes test flight, su SpaceNews, 27 agosto 2019. URL consultato il 21 novembre 2020.
47. ↑   Luigi Bignami, SpaceX: successo pieno per la Starhopper, su Focus.it, 28 agosto 2019. URL consultato il 21 novembre 2020.
48. ↑  (EN) NASA’s SpaceX Demo-2 Launch Rescheduled to Saturday Due to Weather – Commercial Crew Program, su blogs.nasa.gov. URL consultato il 9 novembre 2020.
49. ↑   Marco Zambianchi, SpaceX DM-2 è un successo: rientrati Behnken e Hurley, su AstronautiNEWS. URL consultato il 9 novembre 2020.
50. ↑  (EN) NASA and SpaceX Complete Certification of First Human-Rated Commercial Space System, su nasa.gov, 10 novembre 2020. URL consultato il 25 novembre 2020.